# Hendrik Johan Rudolph Beijen
Hendrik Johan Rudolph Beijen (IJsselstein, 20 februari 1817 – 's-Gravenhage, 19 juli 1892) was een Nederlands militair die aan het eind van zijn carrière ook politiek-bestuurlijke functies vervulde: hij was minister van Oorlog en lid van de Raad van State. Hij behoorde tot de IJsselsteinse familie Beijen.

## Levensloop
Hendrik Johan Rudolph Beijen (roepnaam Hein) was een zoon van Johan Franco Beijen III, arts en burgemeester in IJsselstein, en Marie Jeanne Florentine Trip. 

Hij trouwde in 1845 met Louisa Elisabeth Ebeling. Ze kregen vier kinderen, van wie er twee op jonge leeftijd overleden. 

Hein Beijen overleed in 1892, vijf jaar na zijn vrouw.

## Militaire carrière
Al op vijftienjarige leeftijd, in 1832, nam Hein Beijen dienst als volontair kanonnier der tweede klasse, een opleidingsplaats om officier bij de artillerie te worden. Zijn belangstelling voor het leger was waarschijnlijk gewekt door zijn favoriete oom Hendrik Rudolph (Hein) Trip, een vooraanstaand militair. Ook de carrière van Hein Beijen was succesvol: na een reeks van functies, zowel bij het leger zelf als op het Ministerie van Oorlog in Den Haag, werd hij generaal-majoor der artillerie. 

## Minister en lid van de Raad van State
Beijen werd in 1876 onverwacht minister. In het conservatieve kabinet-Heemskerk-Van Lynden van Sandenburg (1874-1877) waren al drie ministers van Oorlog om verschillende redenen vertrokken, en men zocht nu kennelijk iemand die het leger goed kende. Ook in dit opzicht trad Hein Beijen in de voetsporen van zijn oom Hein Trip: die was van 1834 tot 1840 hoofd van het Departement van Oorlog geweest (tot 1843 was daar nog niet de titel van minister aan verbonden, maar die van directeur-generaal).
Het ministerschap van Hein Beijen duurde slechts iets meer dan een jaar: de verkiezingen voor de Tweede Kamer in 1877 leverden een liberale meerderheid op, en het kabinet-Heemskerk moest plaatsmaken voor het kabinet-Kappeyne van de Coppello. Beijen kon zowel door de korte duur van zijn ministerschap als door tegenwerking van de overwegend antimilitaristische Tweede Kamer vrijwel niets tot stand brengen op defensiegebied. 
In 1880 werd Beijen benoemd tot lid van de Raad van State. Daarnaast was hij adjudant in buitengewone dienst van koning Willem III. 

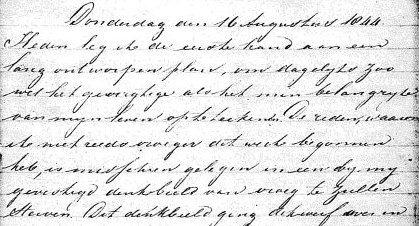
Het begin van het dagboekje van Hein Beijen uit 1844

## Het dagboekje uit 1844
Hein Beijen hield van augustus tot december 1844, toen hij als jong officier gedetacheerd was op het Ministerie van Oorlog in Den Haag, een dagboekje bij. In het dagboekje schreef hij vooral over dingen buiten zijn werk: contacten met zijn familie, met zijn verloofde Louisa Ebeling en met de Haagse elite uit die tijd. De tekst van het dagboekje is opgenomen in het Jaarboek 1994 van de Geschiedkundige Vereniging Die Haghe en is ook te vinden op de webpagina die wordt genoemd bij Externe links.

## Nakomelingen
Maria Johanna Florentina (Marie) Beijen (1846-1879), de enige volwassen geworden dochter van Hein Beijen, trouwde met jonkheer Eduard Marius van Beijma, kapitein der artillerie. Marie van Beijma-Beijen overleed al op 33-jarige leeftijd nadat zij vijf keer een levenloos kind had gebaard. Er bleef één kind van dit echtpaar in leven: Julius Matthijs van Beyma (van Beijma) (1877-1944), die later burgemeester van Leeuwarden zou worden.
Anton Beijen (1853-1916) was de enige volwassen geworden zoon van Hein Beijen. Hij bleef ongetrouwd en was van 1889 tot zijn dood burgemeester van de toenmalige gemeente Pernis.